# Achat préemptif

Un achat préemptif décale la courbe de la demande (D1 devient D2) accroissant ainsi le prix du bien pour un autre acheteur potentiel ou une autre belligérant

L'achat préemptif, ou achat préventif, est une tactique de guerre économique qui consiste, pour l'un des belligérants, de racheter des produits ou matières premières auprès de pays neutres non pas en vue de satisfaire ses besoins mais afin d'en priver ses ennemis. 

## Concept
L'achat préemptif est une stratégie de guerre économique qui vise à évincer son ennemi d'un marché en rachetant les stocks disponibles afin qu'il ne puisse mettre la main dessus. Même dans le cas où la puissance A ne rachète pas l'intégralité des stocks du bien en question, les ordres d'achat produisent une augmentation de la demande, et donc une augmentation des prix (inflation par la demande).
En France, la Revue de la Défense nationale considère l'achat préemptif comme un outil important de l'arsenal de la guerre économique, avec l'augmentation des droits de douane, la discrimination tarifaire, le retrait de la clause de la nation la plus favorisée et le dumping.

## Histoire
Il est difficile de retracer l'origine exacte de la tactique. Certaines recherches montrent que la France avait proposé cette stratégie durant la Première Guerre mondiale, sans jamais l'appliquer. 
Le Royaume-Uni emboîte le pas durant la Seconde Guerre mondiale afin d'empêcher l'Allemagne nazie de mettre la main sur la wolframite espagnole, qui permet de construire des métaux essentiels à la guerre. 
De même, le Royaume-Uni et les États-Unis ont acheté du minerai de chromite à la Turquie, afin de réduire la capacité de la Turquie à fournir ce minéral à l'Allemagne. Dans le cadre d'un « accord global », les Britanniques et Américains ont également dû acheter des fruits secs et du tabac turcs. Alors que les américains étaient officiellement neutres dans la période qui a précédé l'attaque de Pearl Harbor, le pays a commencé à effectuer des achats préemptifs de cuivre chilien, de manganèse, de caoutchouc, de diamants industriels, de cristal de quartz et de mica brésiliens,.
La polémologie et la géopolitique ont parfois proposé l'achat préemptif comme moyen d'éviter un pays d'inonder un marché, voire le marché mondial, avec un bien considéré comme dangereux. Le diplomate François Heisbourg remarque ainsi que l'achat préemptif des drogues vendues par l'Afghanistan serait un moyen parmi d'autres de limiter l'entrée de ces produits sur les marchés occidentaux.
Certains pays ont mis en place un droit d'achat préemptif au sujet des œuvres d'art découvertes par des fouilles archéologiques réalisées par des sociétés privées ou par des particuliers, dans le but de préserver ces biens considérés comme des trésors de culture.